# Сикорски С-76
Сикорски С-76 (енгл. Sikorsky S-76) је амерички хеликоптер средње величине којег производи корпорација Сикорски Еркрафт. Хеликоптер има два мотора и четворокраке носећи и репни ротор.

## Пројектовање и развој
Пројектовање хеликоптера С-76 је почео половином седамдесетих година двадесетог века на бази хеликоптера С-74. Циљ пројекта је био хеликоптер намењен пре свега за велике пословне система и индустрију за бушење нафте. Хеликоптер је требало да буде способан да превезе туце људи и помоћни материјал.
Хеликоптер може да понесе од 12 до 13 путника и њиме може да управља један или два пилота. Хеликоптер има долет од 761 km и може да крстари при брзини од 287 km/h.
С-76 је први лет обавио 13. марта 1977. а до марта 2011. године произведено је 774 примерка.
Увидевши квалитет и употребну вредност овог хеликоптера војска САД је је наручила за своје потребе овај хеликоптер који је носио ознаку УХ-60 или популаран назив Блек Хоук

### Технички опис
Носећа конструкција трупа хеликоптера је била монокок. Имао је пространу кабину у којој је број седишта зависио од типа хеликоптера и кретао се од 12 или 13 путника. Кабина је имала шесторо врата и велике стаклене површине које су обезбеђивале лепу прегледност у свим правцима. Војна и карго варијанта су имале шибер врата која су омогућавала лак утовар (укрцавање) и истовар (искрцавање) терета и људства.
Погон хеликоптера је био удвојен турбо-осовински мотор (два мотора спојена једним редуктором) смештених на крову хеликоптера у непосредној близини носећег ротора, који је имао четири крака. Репни ротор је имао такође четири крака и налазио се са леве стране хеликоптера. Стајни трап путничке варијанте је био трицикл типа (један напред два позади) са увлачећим точковима  а војна варијанта је имала фиксни стајни трап са два носећа точка напред а један на репу хеликоптера.

### Варијанте
Цивилне варијанте
- S-76MkII - Хеликоптер са снажнијим мотором и модернизованијом конструкцијом.
- S-76A - Хеликоптер опремљен моторима Ролс - Ројс Алисон.
- S-76A - Хеликоптер опремљен моторима Турбомека Аријел.
- S-76B – Хеликоптер опремљен моторима Прат & Витни Канада PT6B.

Војне варијанте
- AUH-76 - Војна варијанта базирана на овом хеликоптеру.
- S-76 MkIIH-76 Орао - Војна верзија развијена од варијанте S-76B.

## Карактеристике

### Техничке карактеристике за моделS-76A+[2]
- Посада: 1 или 2 пилота
- Број седишта: до 13
- Дужина (до ротора репа): 16,0 m
- Дужина трупа: 13.21 m
- Пречник ротора: 13,41 m
- Пречник репног ротора: 2,44 m
- Ширина трупа: 2,13 m
- Висина: 4,42 m (ротор на репу)
- Размах између точкова: 2,44 m
- Маса празног хеликоптера: 2545 kg
- Максимална полетна маса: 5307 kg
- Максимална тежина терета: 1616 kg
- Тежина горива: 3030 kg
- Величина резервоара за гориво: 1083 l
- Погон: 2 × Турбомека Ариел 2С2
- Јачина мотора: 2 × 688 kW

### Димензије кабине
- Дужина: 2,46 m
- Ширина: 1,93 m
- Висина: 1,35 m
- Површина: 4,18 m²
- Запремина: 5,8 m³

### Перформансе
- Максимална дозвољена брзина: 287 km/h
- Брзина крстарења: 259 km/h
- Максимални долет: 813 km
- Плафон лета: 3871 m
- Брзина успона: 8,25 m/s

## Корисници
- Аргентина
- Хонгконг
- Јапан
- Филипини
- Република Кина
- Индија
- Саудијска Арабија
- Србија
- Шпанија
- Тајланд

## Коришћење у Југославији и Србији
Први хеликоптер Сикорски С-76Б је набављен за Јединицу за специјалне операције 2002. године. Према Југословенском регистру цивилних ваздухоплова за 2009. годину, један С-76Б је регистрован 2004. године са цивилном ознаком YU-HEG у власништву полиције Србије.